# Игнасио де Лојола
Ињиго Лопез де Лојола (шп. Íñigo López de Loyola), познат и као Свети Игнасио из Лојоле (шп. San Ignacio de Loyola; Лојола, 24. децембра 1491 — Рим, 3. јул 1556) био је католички свештеник и теолог, који је основао дружбу Исусоваца (шп. Societas Iesu: обично се скраћено пише (S.J.) или (S.I.)), религијског реда Католичке цркве који је био директно потчињен папи.  Он је постао њихов први врховни генерал у Паризу 1541. године. Чланови реда зову се језуити. Језуити су се појавили као важна сила током периода контрареформације.
Познат је као аутор Духовних вежби (шп. Ejercicios espirituales). Лојола је био активни борац против протестантске реформације и заговорник контрареформације. Беатификован је а касније и канонизован као светац 12. марта, 1622. Његов празник се слави једном годишње 31. јула. Он је светац заштитник баскијске провинције Гипускоа.

## Детињство и младост
Игнасио Лопез де Лојола (који се понекад погрешно назива Игнасио Лопез де Рекалде) рођен је у замку Лојола, близу Аспеитије, 25 километара југозападно од Сан Себастијана у провинцији Гипускоа, данас аутономна покрајина Баскија, Шпанија. Најмлађи од 13 деце, имао је само седам година кад му је умрла мајка. Године 1506. Игнасио је постао паж у служби свог рођака Хуана Веласкеза де Куељара, ризничара Краљевине Кастиље.
Године 1517, Игнације је отишао да служи војску. Тешко рањен у бици код Памплоне (20. мај 1521); провео је месеце као инвалид у замку свога оца и целог живота је храмао на једну ногу.

## Религиозно уздизање
За време опоравка Игнасио је почео да чита бројне религијске текстове о животу Исуса и светаца. Имао је жарку амбицију да води живот пун самоодрицања и да се такмичи с херојским делима Фрање Асишког и других великих монаха аскета. Одлучио је да свој живот посвети преобраћењу нехришћана у Светој земљи.
Пошто се опоравио, Игнасио је посетио бенедиктински манастир на планини Монтсерат (25. маја, 1522), где је окачио своје оружје испред слике свете Марије Богородице. Затим је провео неколико месеци у пећини близу града Манреса у Каталонији где се подвргао најригорознијем аскетизму.
Касније је говорио да је имао визије. Девица Марија је била објект његове витешке побожности. Војничка сликовитост је била значајан део његових религијских контемплација.
У то време припремио је нацрт својих „Духовних вежби“ (шп. Ejercicios espirituales), које описују низ медитација које су разни људи спроводили под његовим вођством. Обавеза упражњавања духовних вежби у разним варијантама је постала обавезна за све језуите. „Духовне вежбе“ су извршиле велики утицај на промену метода учења у Католичкој цркви.

## Студије у Паризу
Игнасио се 1528. уписао на Париски универзитет где је остао преко седам година, проширујући своје књижевно и теолошко образовање и покушавајући да заинтересује студенте за духовне вежбе.
До 1534. Игнасио је имао шест следбеника – Француза Петера Фабера, Шпанце Франсиска Хавијера, Алфонса Салмерона, Јакоба Лаинеса и Николаса Бобадиљу и Португалца Симона Родригеса.

## Оснивање Друштва исусоваца
Игнације је, са својих шест следбеника основао Друштво Исусово 15. августа, 1534, у Цркви Свете Марије, на Монмартру - „да би отпочели болнички и мисионарски рад у Јерусалиму, или да крену без поговора где год их папа упути. Године 1537. отпутовали су у Италију да траже папино одобрење њиховог реда. Папа Павле III им је дао препоруку, и дозволио им да се произведу у свештенике. Заредио их је у Венецији бискуп од Арбе (24. јуна). Посветили су се проповедничком и добротворном раду у Италији, јер им је обновљени рат између Цара, Венеције и папе против Османског царства онемогућио пут у Јерусалим.
Игнације је, с Фабером и Лаинесом, отишао у Рим у октобру 1538, да траже од папе одобрење за оснивање новог реда. Кардиналска конгрегација је дала позитивно мишљење, па је папа Павле III одобрио ред својом булом Regimini militantis (27. септембар 1540), али је ограничио број чланова реда на шездесет. Ово ограничење је укинуто булом Injunctum nobis (14. март 1543).
Игнације је послао своје сараднике као мисионаре широм Европе да створе школе, колеџе и богословије. Хуан де Вега, амбасадор Карла V у Риму, срео се са Игнацијем тамо. Поштујући Игнација и језуите, кад је Вега именован за поткраља Сицилије, он је повео језуите са собом. Отворен је исусовски колеџ у Месини, који се показао успешним, и његова правила и методи су касније копирани у друге колеџе.

## Језуитски поглавар
Игнасио је изабран за првог врховног поглавара свог религијског реда, а језуити су га најчешће звали „Отац поглавар“. Он је слао своје следбенике широм Европе да оснивају школе и семеништа. За врло кратко време језуити су постали кључни фактор како у религијском тако и у световном образовању.
"Духовне вежбе“ Игнасија Лојоле су коначно штампане 1548. године, а он је због тога био кратко по истрагом Римске инквизиције, али је ослобођен оптужби.
Игнасио је написао језуитски Устав, усвојен 1554, којим је створио монашку организацију и нагласио апсолутно самоодрицање и послушност папи и надређенима (perinde ac cadaver, "[дисциплинован] као леш“, како се сам Игнасио изразио). Његово основно начело је постало језуитски мото: Ad Maiorem Dei Gloriam ("У велику славу Божју"). Језуитима се често приписује и максима „Циљ оправдава средство“, али она није аргументовано доказана.
Језуити су били најважнији чинилац успеха противреформације. Били су припадници тзв. „борбене цркве“ (Ecclesia militans).
Од 1553. до 1555. године Игнасио је диктирао своју животну причу свом секретару, оцу Гонсалвесу да Камара. Ова аутобиографија је од кључне важности за разумевање његових „Духовних вежби“. Чувана је у архивама око 150 година док је Боландисти (удружење језуитских студената) нису објавили у Acta Sanctorum, „Животима светаца“. Критичко издање постоји у Vol. I (1943) Fontes Narrativi у серији Monumenta Historica Societatatis Iesu.
Умро је у Риму.
Један кварт у Билбау и станица метроа у том граду, Сан Игназио, добила је име по њему.

## Беатификација и канонизација
Беатификовао га је Папа Павле V 27. јула 1609, а канонизовао га Папа Гргур XV 22. маја 1622. године.